# Listă de autostrăzi în Bulgaria
Această listă este generată cu date din Wikidata și este actualizată periodic de un robot.
 Editările făcute în listă vor fi șterse la următoarea actualizare!
| Drum                           | Lungime | Semn  | hartă a rutei |
| ------------------------------ | ------- | ----- | ------------- |
| Autostrada A1 (Bulgaria)       | 360     |       |               |
| Autostrada A3 (Bulgaria)       | 244     |       |               |
| Autostrada A4 (Bulgaria)       | 117     |       |               |
| Autostrada A5 (Bulgaria)       | 103     |       |               |
| Autostrada Hemus               | 420     |       |               |
| Europe motorway                | 0       | [ 1 ] |               |
| Ruse - Veliko Tarnovo motorway | 0       |       |               |
| Vidin - Montana motorway       | 18.5    |       |               |

∑ 8 items.
1. ↑  https://www.dnes.bg/politika/2018/12/27/tol-sistemata-glytna-liulin-magistralata-stava-chast-ot-struma.397651